# Charles Wheatstone
Sir Charles Wheatstone, angleški fizik, elektrotehnik in izumitelj, * 6. februar 1802, Gloucester, Anglija, † 19. oktober 1875, Pariz, Francija.
Wheatstone je bil izumitelj v obdobju razcveta znanosti viktorijanske dobe. Njegovi izumi so med drugim: angleška kromatična harmonika, stereoskop (naprava za prikaz trirazsežnih slik) in Playfairova šifra (ročna simetrična tehnika šifriranja). Najbolj je znan po razvoju Wheatstonovega mostu, ki ga je leta 1833 v članku izumil Samuel Hunter Christie, in se uporablja za točno primerjalno merjenje neznanega električnega upora, ter je bil pomemben pri razvoju telegrafije.

## Življenje in delo
Od leta 1834 je bil Wheatstone profesor za eksperimentalno fiziko na Kraljevem kolidžu (King's College) v Londonu. Leta 1837 je patentiral telegraf, leta 1843 pa je razvil Wheatstonov mostiček po Christiejevi zamisli. Ukvarjal se je tudi s svetlobo in akustiko. Po njegovi metodi iz 30. let 19. stoletja je leta 1850 Foucault izmeril hitrost svetlobe s pomočjo vrtečega zrcala.

## Priznanja

### Nagrade
Za svoje znanstvene dosežke je Wheatstone leta 1840 in 1843 prejel kraljevo ter leta 1868 Copleyjevo medaljo Kraljeve družbe iz Londona.